# Sten Abel
Egil Sten Abel (ur. 18 listopada 1899 w Oslo, zm. 30 grudnia 1989 w Bærum) – norweski żeglarz, olimpijczyk, zdobywca srebrnego medalu w regatach na Letnich Igrzyskach Olimpijskich 1920 w Antwerpii.
Na Letnich Igrzyskach Olimpijskich 1920 zdobył srebro w żeglarskiej klasie 7 metrów. Załogę jachtu Fornebo tworzyli również Johan Faye, Christian Dick i Niels Nielsen.